# Корбикула

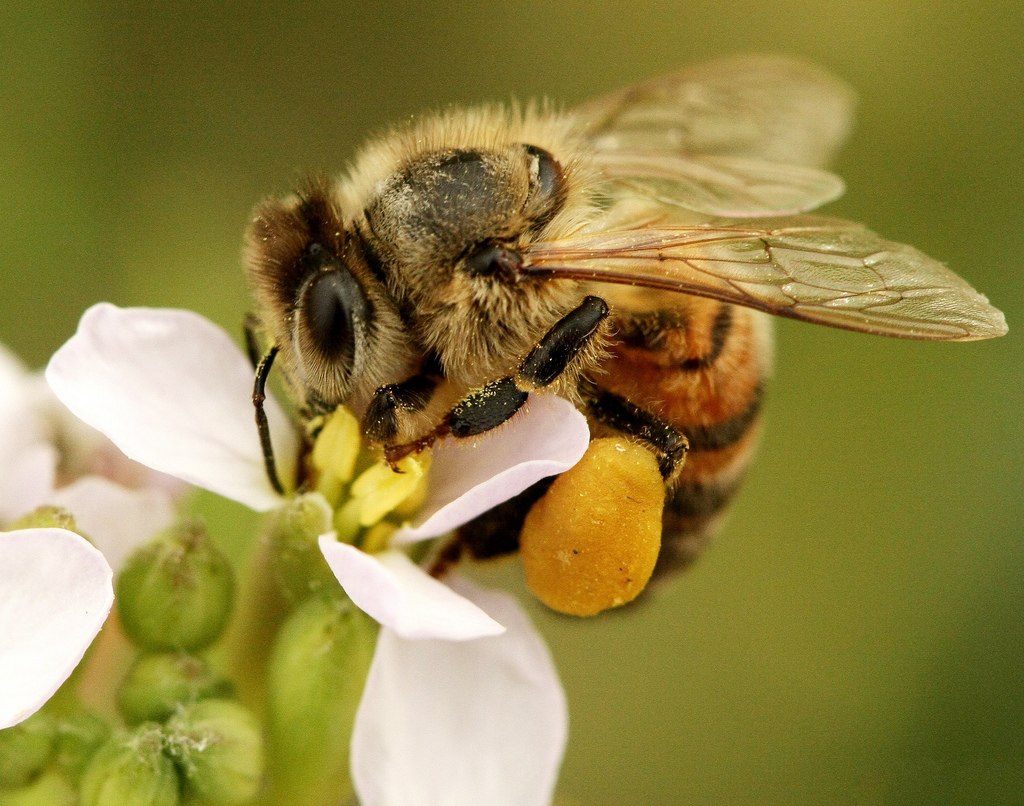
Оранжево-желтый шарик пыльцы, заполняющий пыльцевую корзинку медоносной пчелы

Корбикула (лат. corbicula, мн. число лат. corbiculae), или корзиночка, или пыльцевая корзинка — структуры некоторых пчёл на задних ногах самки, покрытые особыми длинными волосками, образующими подобие корзинки или щёточки для переноса пыльцы. Специализированная разновидность скопы. С помощью этой структуры пчёлы собирают пыльцу и переносят её в гнездо или улей, где она используется в качестве корма для колонии.

## Описание
Корбикулу, или корзиночку для сбора пыльцы имеют представители четырёх триб из подсемейства Apinae, включая медоносных пчел и шмелей. Корбикула — это специализированная разновидность скопы, которая находится на голени задней лапки в виде гладкой, слегка вогнутой поверхности, окруженной защитными волосками, в которой хранится пыльца. По этому признаку этих пчёл называют корбикулятными или корзиночными. К ним относится 890 видов, а именно: медоносные пчелы (и другие Apini, 7—10 видов), шмели (Bombini, 240 видов), орхидные пчелы (Euglossini, 187 видов) и безжальные пчёлы (Meliponini, около 450 видов), все с голыми, вогнутыми задними голенями для переноса пыльцы. Это наиболее важная в коммерческом отношении клада пчел.

Задняя нога медоносной пчелы, приспособленная для сбора пыльцы
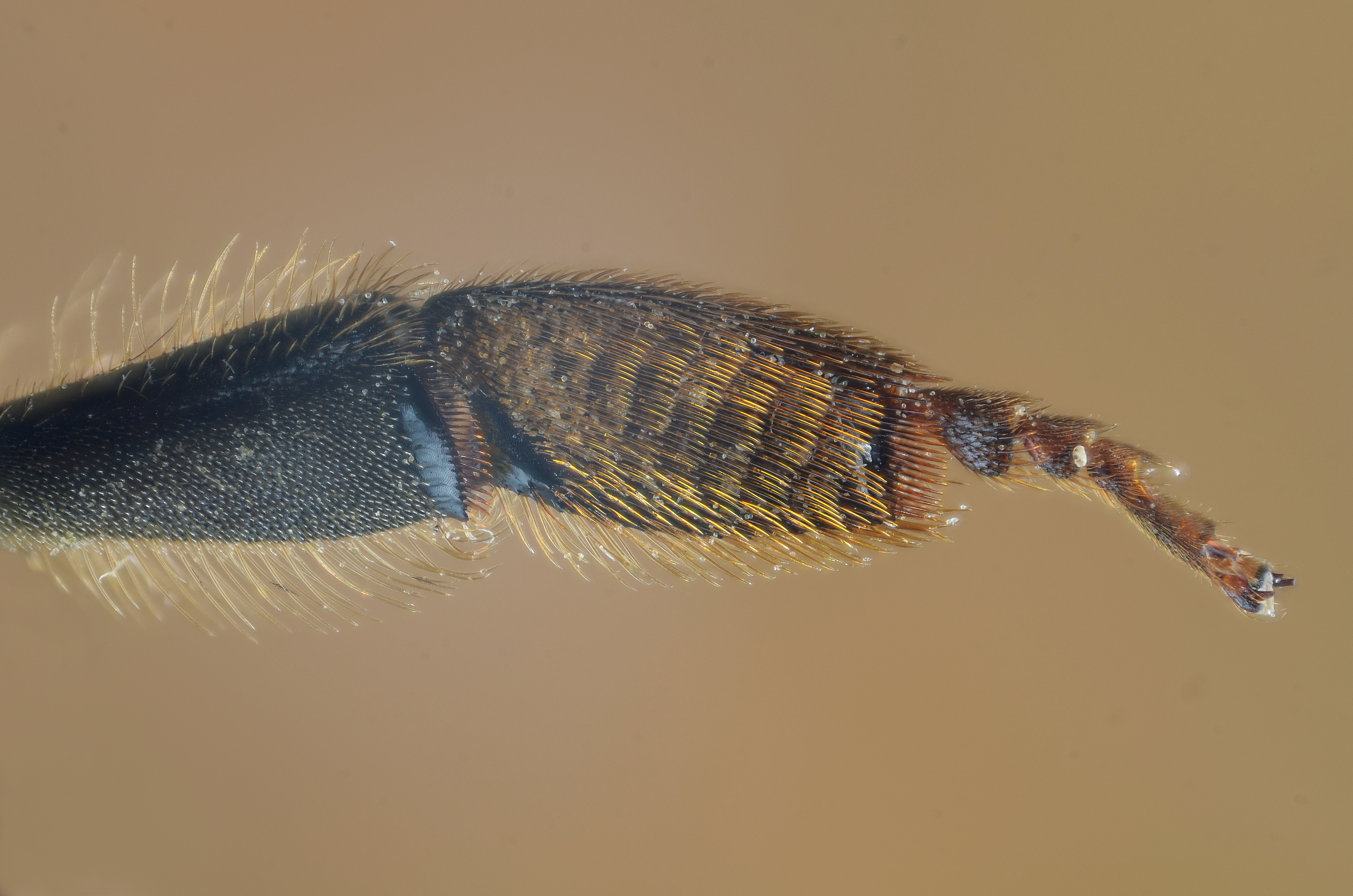
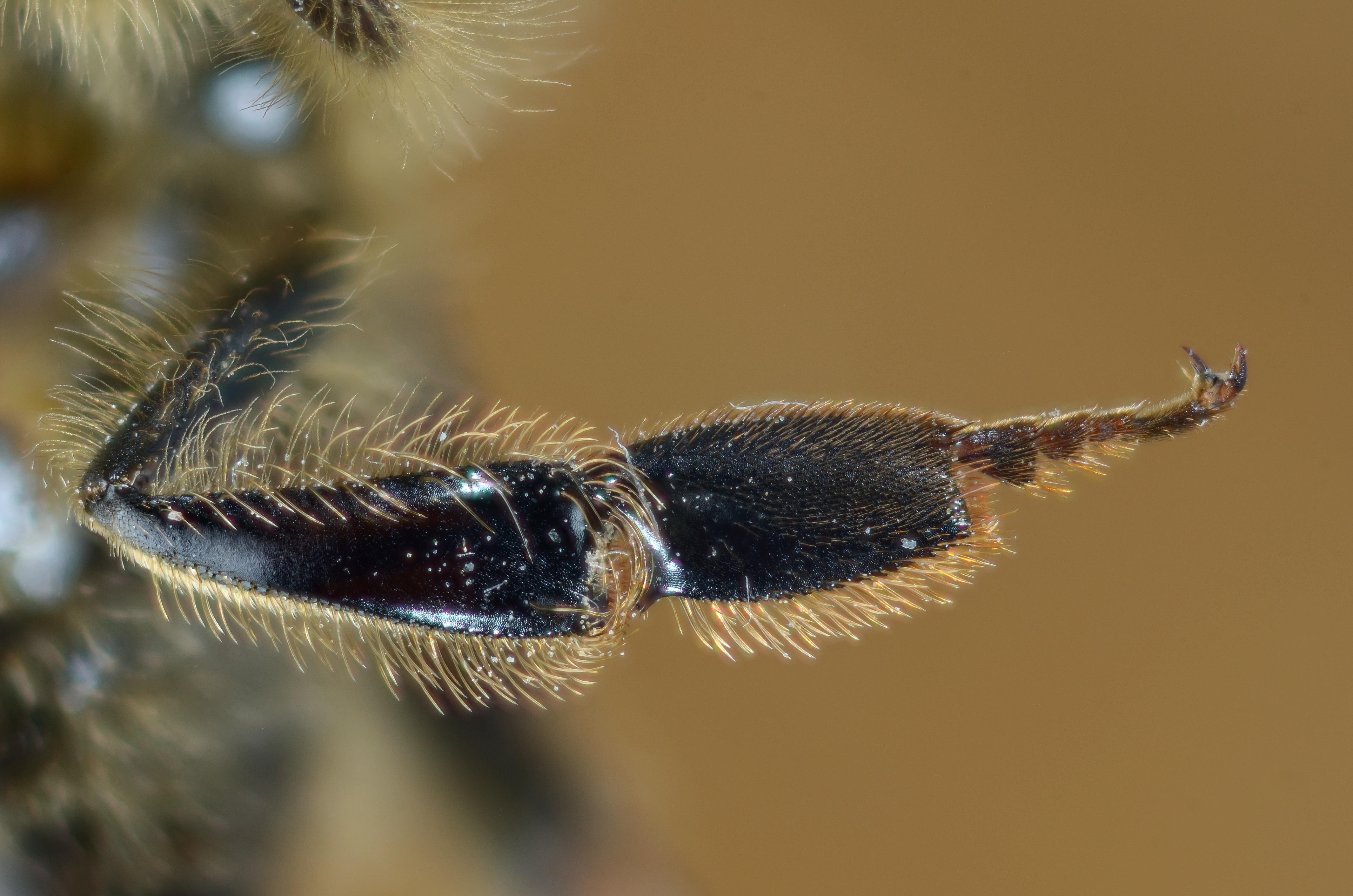
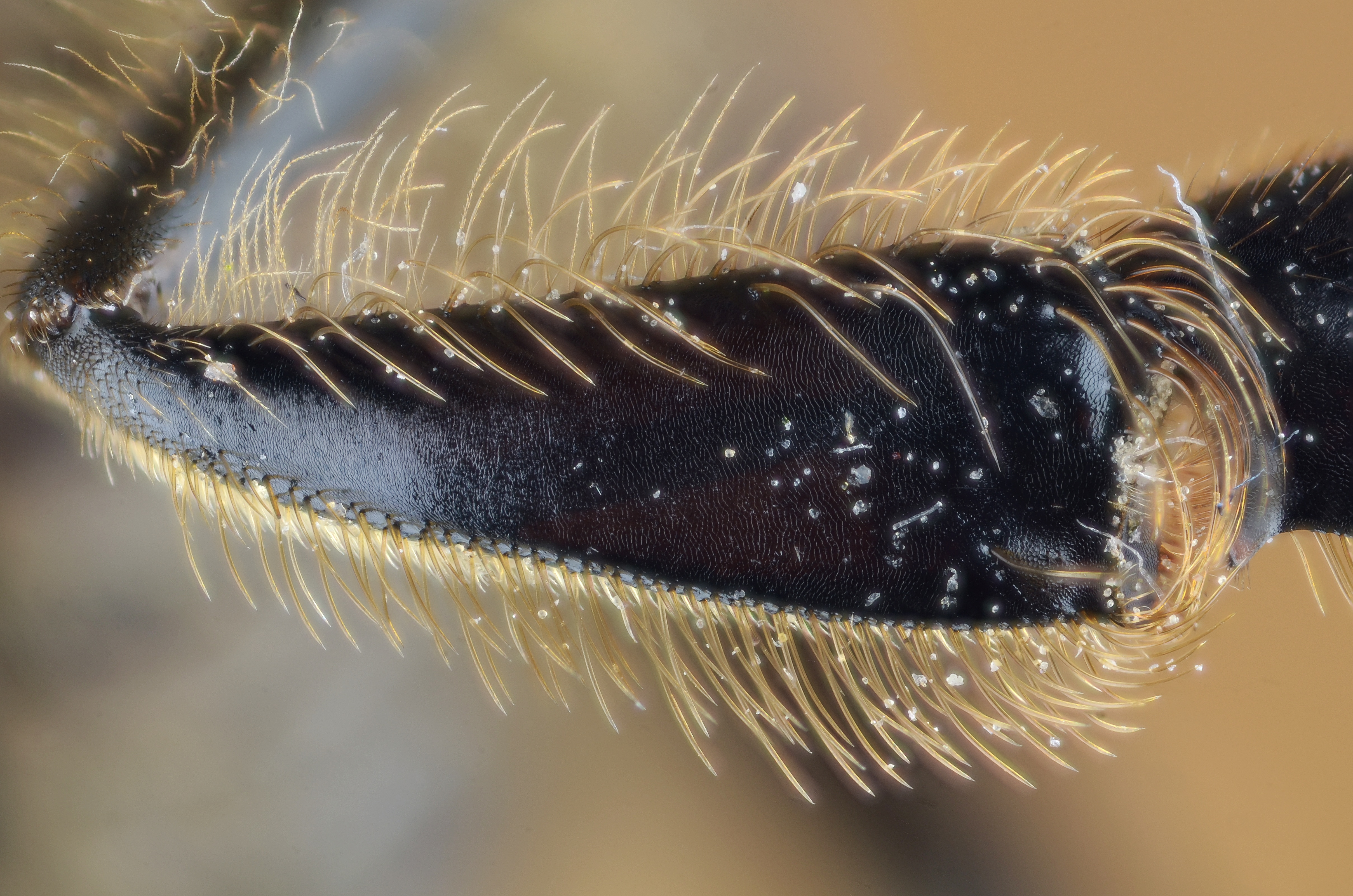
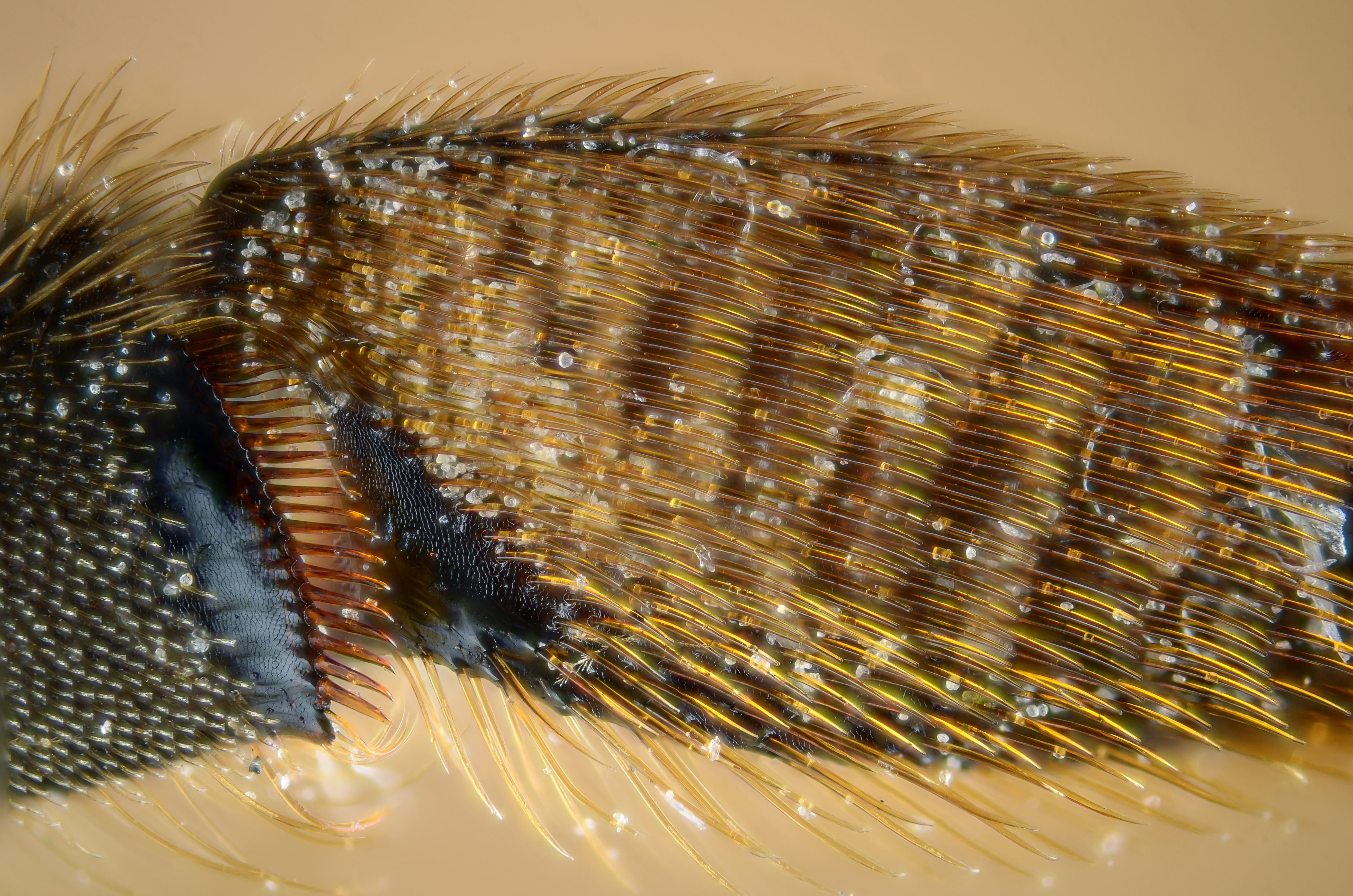

Пчела использует корбикулу во время сбора пыльцы, когда перелетает с цветка на цветок. При этом её тело, заряженное статическим электричеством, притягивает к себе большое количество пыльцевых зерен, пока не покроется ими. В полете пчела сметает зерна с тела на волоски скопы или корбикулы чистящими движениями задних ног, поочередно двигая левой и правой ногой, иногда смачивая их нектаром для улучшения прилипания, формируя небольшой шарик. Затем шарик с пыльцой прижимается к вогнутости на внешней стороне голени задней ноги. Давление, оказываемое снизу вверх, толкает пыльцу вверх, постепенно накапливая её в вогнутости корзинки, и в итоге образуется большой, почти сферический шар, удерживаемый боковыми щетинками. Все эти операции выполняются очень быстро. Вернувшись в колонию, пчела выгружает свои шарики в соты. Масса комочка пыльцы в среднем достигает 10—15 мг, а иногда 20 мг. Пыльцу при сборе пчёлы несколько увлажняют нектаром и секрецией особых желёз, благодаря чему пыльцевые зёрна надёжнее удерживаются в корзиночках в виде плотных шариков, называемых обножкой. Уплотнение пыльцы производится специальным пыльцевым прессом, находящимся между базитарзусом (первым члеником лапки) и голенью задней ноги и состоящим из ушка (auricle; уплощенная часть базитарзуса с зубцами, функционирущей как наковальня) и пыльцевого гребешка (rastellum, состоит из ряда жестких щетинок).

Пчёлы с полными пыльцевыми корзинками
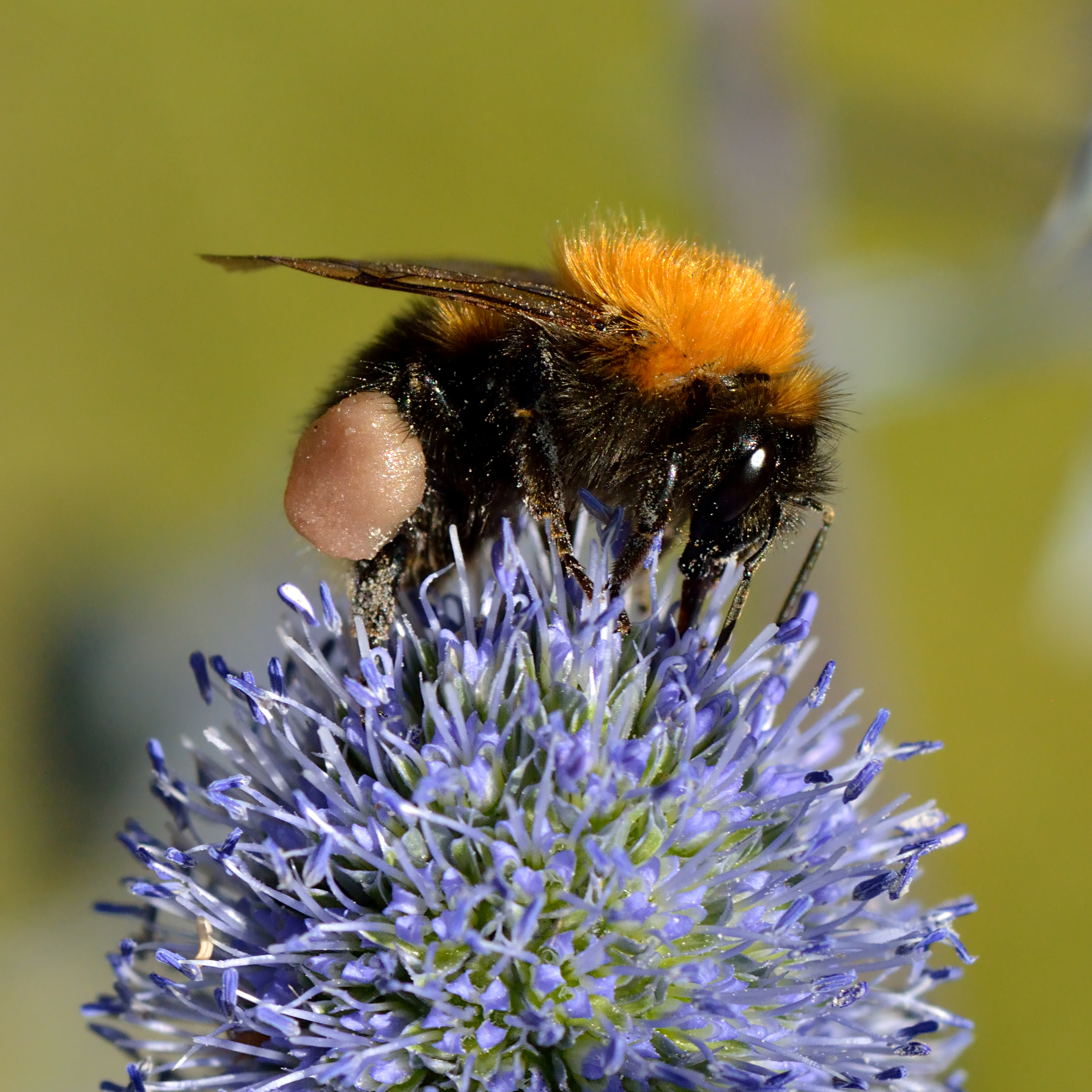
Bombus hypnorum
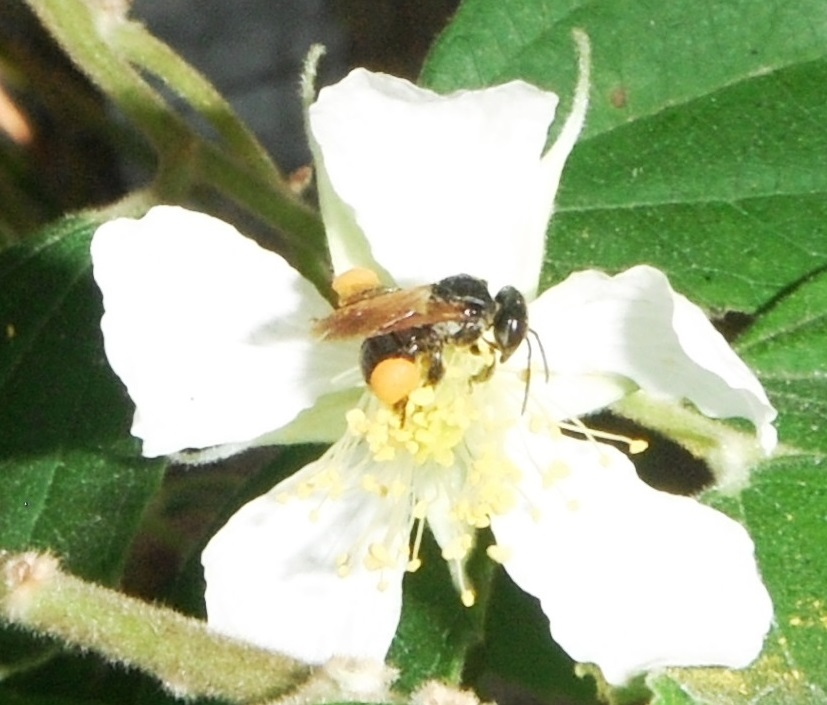
Meliponini
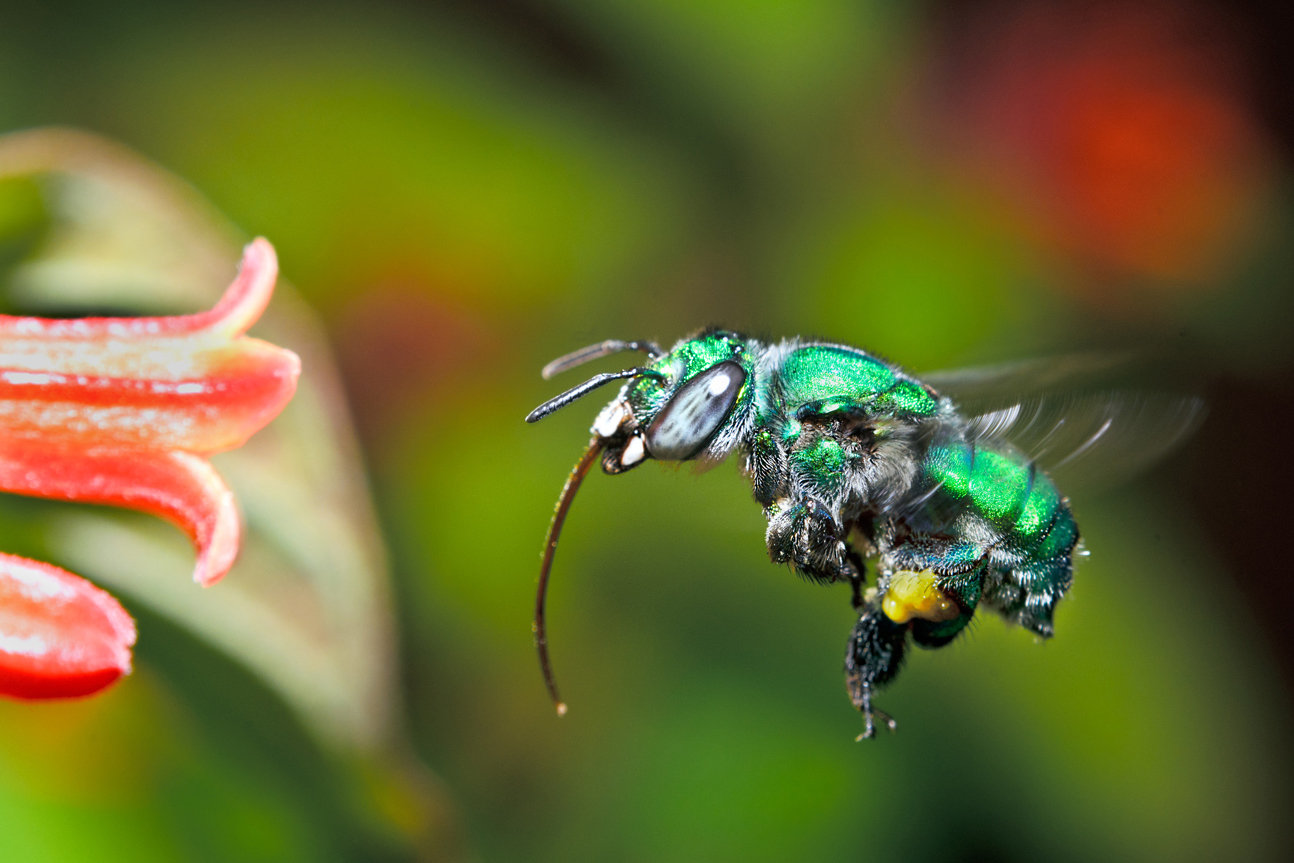
Euglossini

## Этимология
До того как Карл Линней в середине XVIII века объяснил биологическую функцию пыльцы, официальных описаний корбикулы практически не было. На английском языке эта структура была описана в первом издании Encyclopædia Britannica в 1771 году без какого-либо специального названия. Во втором издании 1777 года корбикула называется просто «basket» («корзинкой»). К 1802 году Уильям Кирби ввел в английский язык неолатинский термин corbicula. Он заимствовал его, с признанием, у Реомюра. Как и другие латинские анатомические термины, он обладал такими преимуществами, как специфичность, международная приемлемость и культурная нейтральность. К 1820 году термин pollen-basket («пыльцевая корзинка») получил признание в пчеловодстве, хотя столетие спустя в сборнике энтомологической терминологии pollen-plate (пыльцевая пластинка) и corbicula (корбикула) были признаны без включения термина pollen-basket («пыльцевая корзинка»). Столетие спустя авторы классического справочника по энтомологии (Иммс) включили в индекс только термины scopa и corbicula, а в текст — pollen basket.
Corbicula — уменьшительное от слова лат. corbis — корзина или корзинка (basket), единственное число, во множественном числе corbiculae, но по крайней мере с 1866 года некоторые авторы считали, что corbicula — это множественное число несуществующей формы среднего рода corbiculum.